# Nemotelus jakowlewi
Nemotelus jakowlewi är en tvåvingeart som beskrevs av Pleske 1937. Nemotelus jakowlewi ingår i släktet Nemotelus och familjen vapenflugor. Inga underarter finns listade i Catalogue of Life.